# Anoftalmia
Per anoftalmia (dal greco ανόφθαλμος, senza occhio) si intende in patologia l'assenza completa di uno o entrambi i bulbi oculari, dovuta alla loro mancata formazione durante il periodo di gestazione. La frequenza di questa malformazione è di circa un caso ogni 100 000 nascite e la causa è almeno nei 2/3 dei casi di natura genetica; responsabili di questa condizione sono indicati i geni SOX2, RBP4 e, occasionalmente, delezioni del cromosoma 14.
Con lo stesso termine si indica in zoologia la mancanza di organi visivi come adattamento evolutivo alla mancanza di luce nell'ambiente da parte di una specie.